# Museo Numismático Nacional (México)

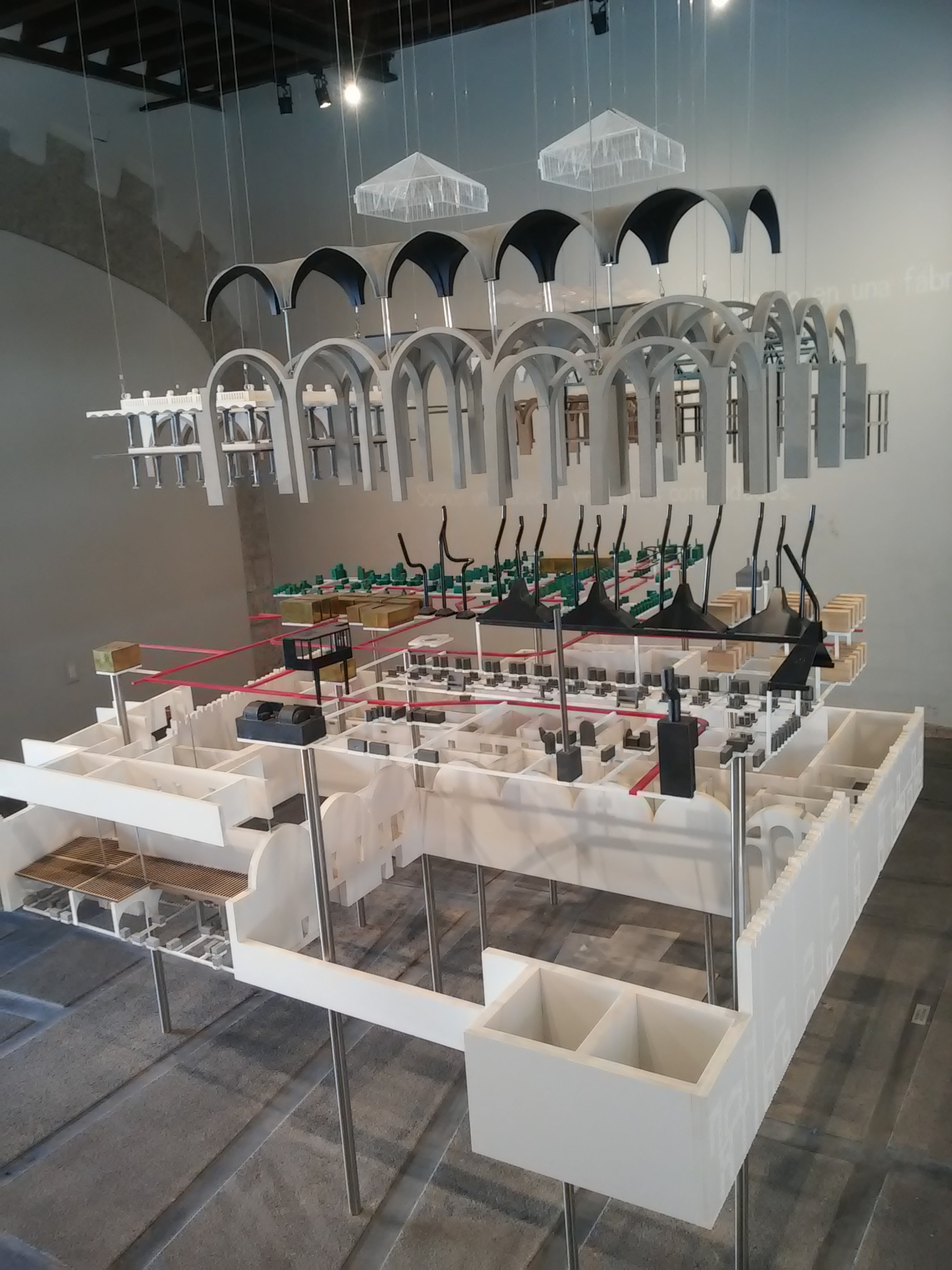
Maqueta del museo

El Museo Numismático Nacional forma parte de la Casa de Moneda de México, en donde desde el siglo XVII se llevaba a cabo el proceso industrial de separar el oro que venía mezclado con plata de las minas, éste recinto se encuentra en el Centro Histórico, en la antigua Casa del Apartado.

## Historia
En 1842, Santa Anna nombró a un apartador general de la nación  y ordenó la renovación del inmueble, tras la intervención norteamericana se tomó la decisión de trasladar la ceca (que en ese entonces se encontraba a un costado del Palacio Nacional) a un inmueble apartado en donde estuvieron ambas plantas hasta principios del siglo XX, quedando sólo la Casa de la Moneda.
En 1895, por ordenanza de Porfirio Díaz, se ordenó a la Casa la creación de un museo numismático pero, interrumpido por la Revolución, el proyecto tuvo un importante avance en 1918, con la adquisición de la sección de moneda mexicana de la colección alemana Ulex.
En 1986, la Ley de la Casa de Moneda de México establece la responsabilidad de esta institución de administrar el Museo y en 1992, se establece su sede. En esa época cobró importancia lo que se llamó "patrimonio industrial”, conformado por las edificaciones más antiguas, máquinas y tradiciones productivas.
Hoy en día el recinto integra la numismática y el patrimonio industrial, bajo el fundamento de que el edificio y sus instalaciones deben de estar al servicio de la comunidad.

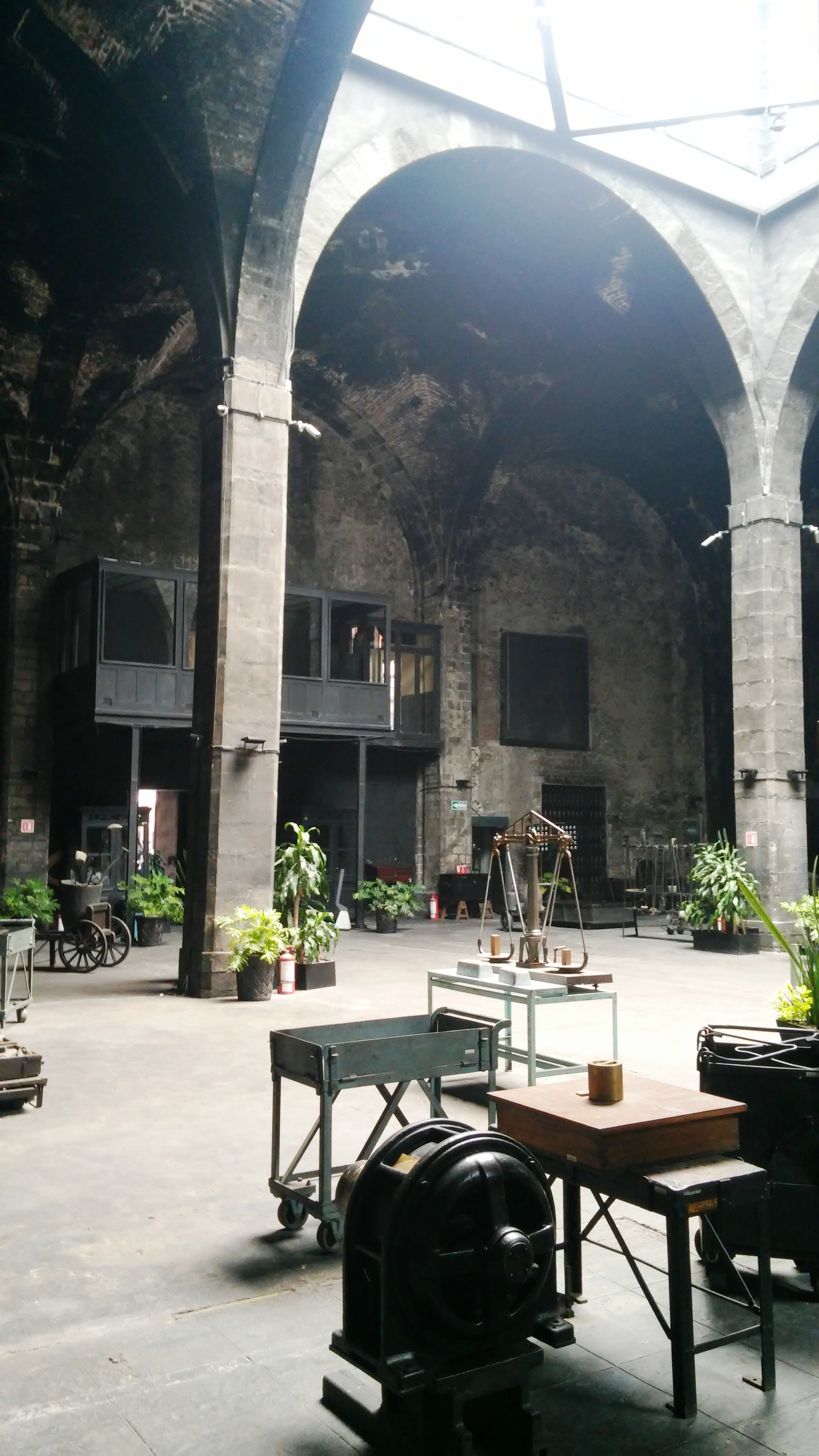
Sala de fundición

## Salas

### Planta baja
- Fábrica: está conformada por las Salas de Fundición y Amonedación donde se acuñaron monedas hasta 1992. Aquí se conserva la antigua maquinaria que data de mediados de siglo XIX, hoy en día se utiliza para demostrar el proceso de fabricación de monedas.
- Galería Numismática: se encuentra en una de las estructuras más antiguas del recinto, está dividida en 10 salas en las que se instaló una museografía que destaca en monedas, medallas y herramentales.
- Recinto del Escudo Nacional: se ubica en la planta baja del patio principal, en ésta sala se puede apreciar el modelo de Escudo Nacional utilizado en las monedas y medallas mexicanas.
- Archivo Histórico: está constituido por grupos documentales relacionados con la operación de la Casa de Moneda de México, cecas foráneas del siglo XIX, el Apartado, el Ensaye Mayor, entre otros.
- Biblioteca: se encuentra en el patio sur del recinto, ésta cuenta con un fondo especializado en temas enfocados en la numismática, así como un catálogo de obras de interés general.
- Salón de Usos Múltiples: actualmente se trabaja en la Sala de los Arcos, en la que el público puede realizar distintas actividades.[14]

### Planta Alta
- Sala Plutarco Elías Calles: este recinto que lleva el nombre del fundador del Banco de México, se encuentra en el primer nivel del patio principal del edificio. Los ejemplares que se exhiben en éstas salas permiten conocer y recorrer la historia del billete mexicano.
- Exposiciones temporales: ubicado en la planta alta del patio principal, está destinada a la presentación de exposiciones temporales de la historia de Casa de Moneda, de la numismática, entre otros.
- Área académica: salas destinadas para la realización de cursos, seminarios y talleres.
- Sala de conferencias: sala destinada para llevar a cabo un intercambio académico y cultural.
- Museo del sitio: en este espacio se está planeando contar la historia del recinto y el barrio en que se encuentra, así como las actividades que aquí se han llevado a cabo a lo largo de los siglos.

## Exposiciones en el Museo

### Galería Numismática
- ¿Qué es la numismática?: Se explica el significado de la numismática.[15]
- Las primeras monedas de América: La primera Casa de Moneda en América fue la de México en 1535, sus primeras acuñaciones son de aproximadamente un año después.[16]
- Nuevas tecnologías y estilos: Iniciando el siglo XVIII la Corona Española instaló una serie de reformas modernizados que llegaron a la Casa de la Moneda en la cual emplearon máquinas, modificando así el diseño de sus monedas.[17]
- La guerra de Independencia: Monedas que circulaban en México durante este periodo son una muestra de las ideas de diferentes grupos a favor y en contra de la Independencia.
- ¿República o Imperio?: Las monedas de ésta sala exhiben los enfrentamientos que México pasó para decidir el rumbo de una nación que acababa de surgir.
- Porfiriato y revolución: Se consolida el poder de Porfirio Díaz quien hace liquidar las Casas de Moneda foráneas, auspicia una Reforma Monetaria y celebra el Centenario de inicio de la Independencia.
- Técnicas de acuñación desde 1536: Se muestra cómo se han hecho las monedas desde la Colonia hasta hoy en día.
- El México moderno: Durante el siglo XX se acuñó toda la moneda mexicana hasta 1970, en Legaria (cerrada en 1999) y la actual planta de San Luis Potosí que sigue en funcionamiento.
- Control de calidad: Se muestran algunos instrumentos fabricados en la Casa de la Moneda.
- Inicia tu colección: Aquí se exponen algunas ideas para comenzar a organizar monedas en una colección.[18]

## Exposiciones permanentes
- Recinto del Escudo Nacional: La Casa de Moneda de México tiene bajo su custodia ejemplares originales del escudo nacional, modelos vigentes de monedas, documentos y medallas oficiales.[19]
- Maquinaria antigua: Se encuentran máquinas que muestran la fabricación de monedas desde el año 1850.[20]

## Exposiciones externas
- Presencia de la Casa de Moneda de México: Se puede apreciar una colección de piezas de numismática, maquinaria y fotografía en la antigua Casa de moneda de Real de Catorce, San Luis Potosí.
- Plata disuelta: Se presenta una selección de fotos enfocada en la acusación de la moneda desde finales del siglo XIX en un periodo temporal de mayo a septiembre de 2016.

## Galería
|                     |
| Sala de amonedación |

|                                           |
| Antiguos talleres, actualmente biblioteca |

|                                                  |
| Prensa de acuñación conocida como "La Bailarina" |

|                                       |
| Fachada del antiguo patio de talleres |